# Шарлье, Карл
Карл Вильгельм Людвиг Шарлье (швед. Carl Vilhelm Ludwig Charlier, 1 апреля 1862, Östersunds församling — 5 ноября 1934, приход Кафедрального собора Лунда) — шведский астроном, один из основоположников фрактальной космологии.

## Биография
Родился в Эстерсунде, образование получил в Уппсальском университете. В 1884—1887 — ассистент Уппсальской обсерватории, в 1887—1888 -доцент Уппсальского университета, в 1888—1890 — ассистент Стокгольмской обсерватории, в 1890—1897 — астроном-наблюдатель Уппсальской обсерватории. В 1897—1927 — профессор астрономии и директор обсерватории Лундского университета.
Основные работы относятся к небесной механике, звёздной астрономии и космологии. В 1908 опубликовал теорию строения Вселенной, основанную на идеях Ламберта. Согласно взглядам Шарлье, Вселенная представляет собой бесконечную совокупность входящих друг в друга систем всё возрастающего порядка сложности: отдельные звёзды образуют галактику первого порядка, совокупность галактик первого порядка образует галактику второго порядка и т. д. до бесконечности. На основании такого представления о строении Вселенной пришел к выводу, что в бесконечной Вселенной парадокс Ольберса и гравитационный парадокс устраняются, если расстояния между равноправными системами достаточно велики по сравнению с их размерами и если непрерывно и резко уменьшается средняя плотность космической материи по мере перехода к системам более высокого порядка.
Успешно применил статистические методы к изучению пространственного распределения звезд в Галактике и движений звезд в окрестностях Солнца. Развил предложенную К. Шварцшильдом теорию эллипсоидального распределения скоростей звезд в Галактике. Обнаружил существование систематического смещения собственных движений звезд на всех галактических долготах. Изучал вековые возмущения орбит малых планет и вращение планет сплюснутой формы вокруг оси в поле тяготения Солнца. Развил полученное Ж. Л. Лагранжем решение задачи определения орбиты по трем наблюдениям и привел его к виду, удобному для практических вычислений. Автор курса «Небесная механика» (т. 1 — 1902, т. 2 — 1907), который более полувека служил настольной книгой специалистов по небесной механике и смежным дисциплинам. Перевёл на шведский язык Математические начала натуральной философии Ньютона.
Карл Вильгельм Людвиг Шарлье умер 5 ноября 1934 года в приходе Кафедрального собора Лунда.

## Награды
- Медаль Джеймса Крейга Уотсона Национальной АН США (1924)
- Медаль Кэтрин Брюс Тихоокеанского астрономического об-ва (1933).
- В его честь назван кратер на Луне и кратер на Марсе, а также астероид № 8677;
- В небесную механику вошло понятие «кривые Шарлье», в математическую статистику — «ряды Грама — Шарлье».

## Публикации
на родном языке:
- Stjernverlden (1888; совместно с Эдвардом Едерином))[4].

на русском языке:
- Шарлье К. Небесная механика. — Москва: Наука, 1966.